# Kościół Niepokalanego Poczęcia Najświętszej Maryi Panny w Jastrzębowie
Kościół Niepokalanego Poczęcia Najświętszej Maryi Panny w Jastrzębowie – rzymskokatolicki kościół parafialny należący do parafii pod tym samym wezwaniem (dekanat trzemeszeński archidiecezji gnieźnieńskiej).
Jest to świątynia wzniesiona w 1920 roku dla gminy ewangelickiej. Po zakończeniu II wojny światowej, w 1946 roku, kościół został zaadaptowany dla potrzeb liturgii katolickiej w 1947 roku został poświęcony. Świątynia nie była konsekrowana. W 1964 roku została przy niej erygowana parafia. Do zabytków kościoła należą: ołtarz ozdobiony obrazem św. Józefa Rzemieślnika i ołtarz ozdobiony obrazem Najświętszego Serca Pana Jezusa.